# Biserica unitariană din Hărănglab

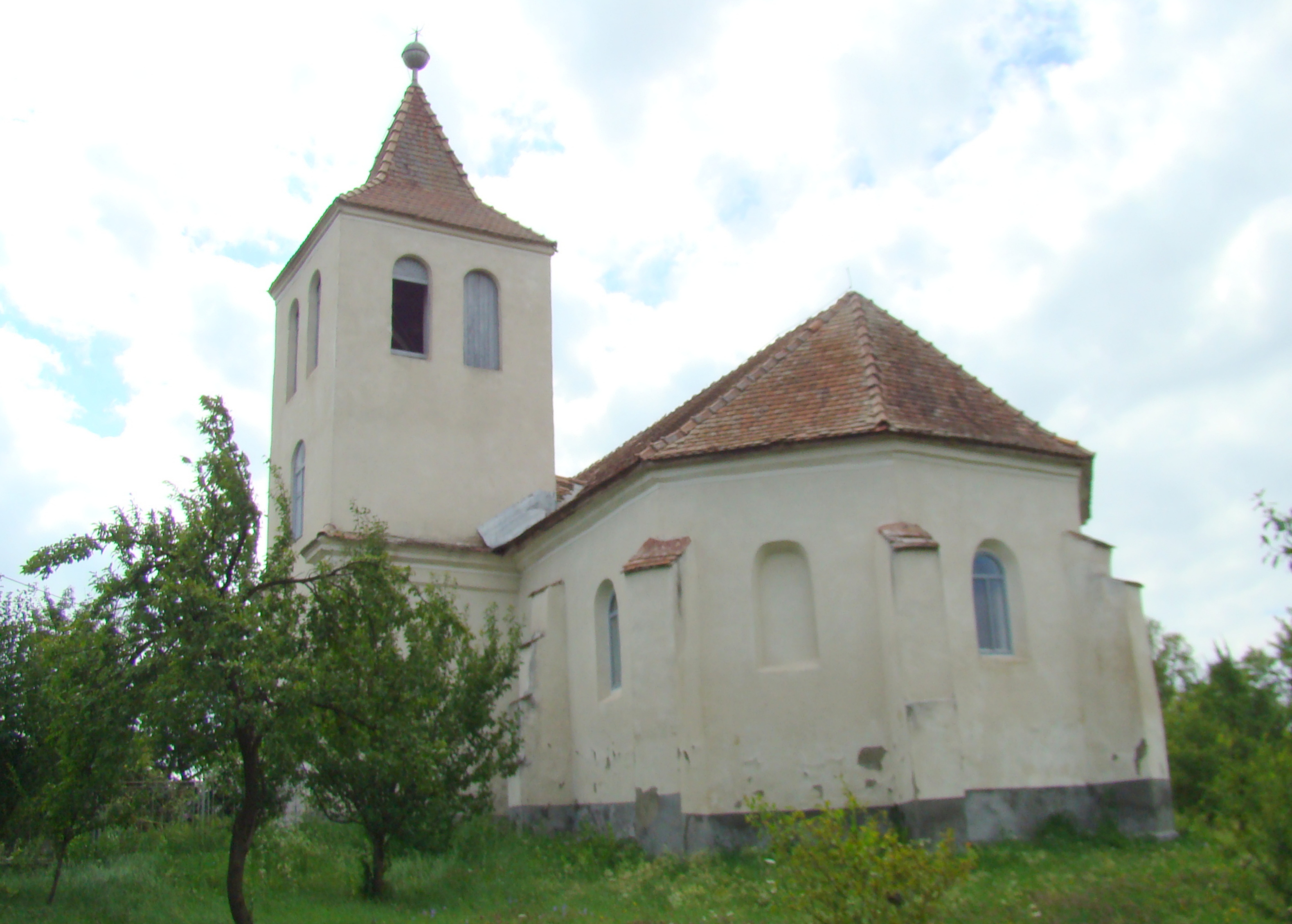
Biserica unitariană din Hărănglab (iulie 2016)

Biserica unitariană din Hărănglab este un lăcaș de cult aflat pe teritoriul satului Hărănglab, comuna Mica, județul Mureș. Datează din secolul al XVIII-lea.

## Localitatea
Hărănglab (în maghiară Harangláb, trad. „clopotniță", în germană Glockendorf, Herenglab, trad. "satul clopotului") este un sat în comuna Mica din județul Mureș, Transilvania, România. A fost menționat pentru prima oară în anul 1301, cu denumirea Harangláb.

## Istoric
În anul 1301, apare în documente ca Harangláb, și denumirea asemănătoare Haranglábpatakatő mai este menționată, care indică există unei clopotnițe. Localitatea apare în documente și în 1332, ca Haranglas, când preotul Mihály plătește o dijmă papală de 15 denari. Credincioșii catolici din perioada medievală au devenit calvini în timpul Reformei, iar apoi unitarieni.
Biserica medievală, ce era închinată Sfintei Elisabeta, nu mai există.
Actuala biserică a fost construită în 1750. Reformații minoritari și-au construit propria biserică.

## Imagini din exterior

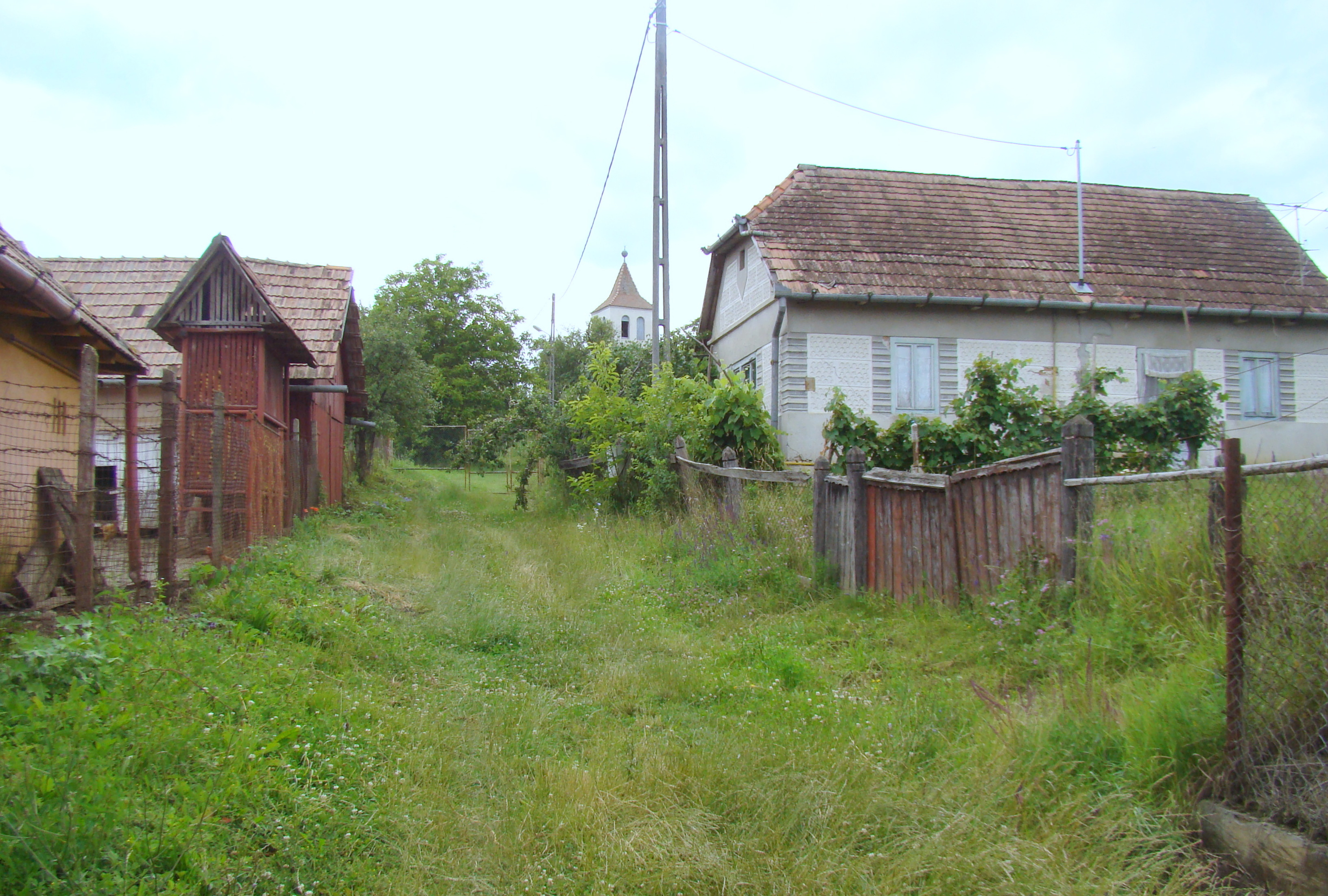
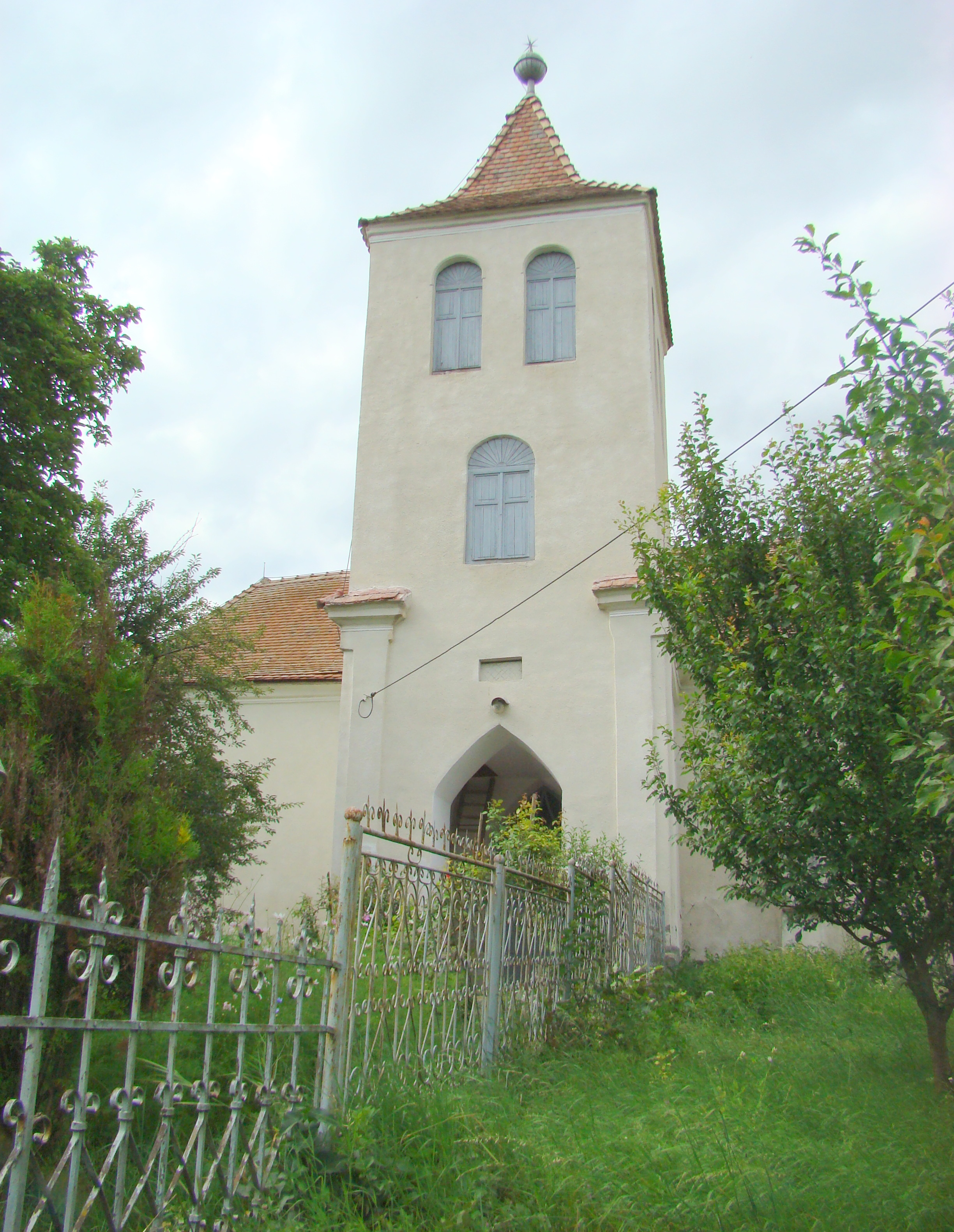
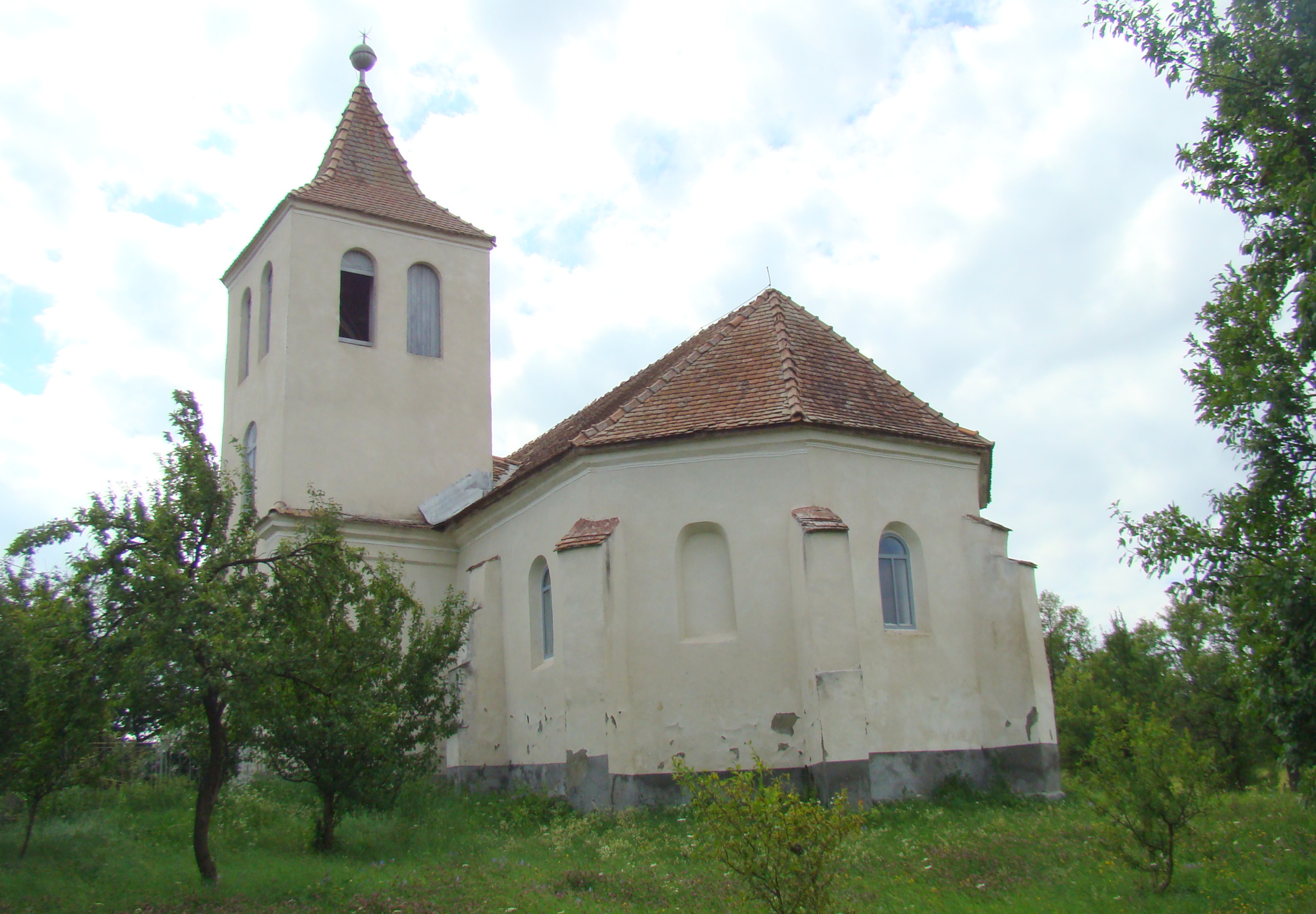
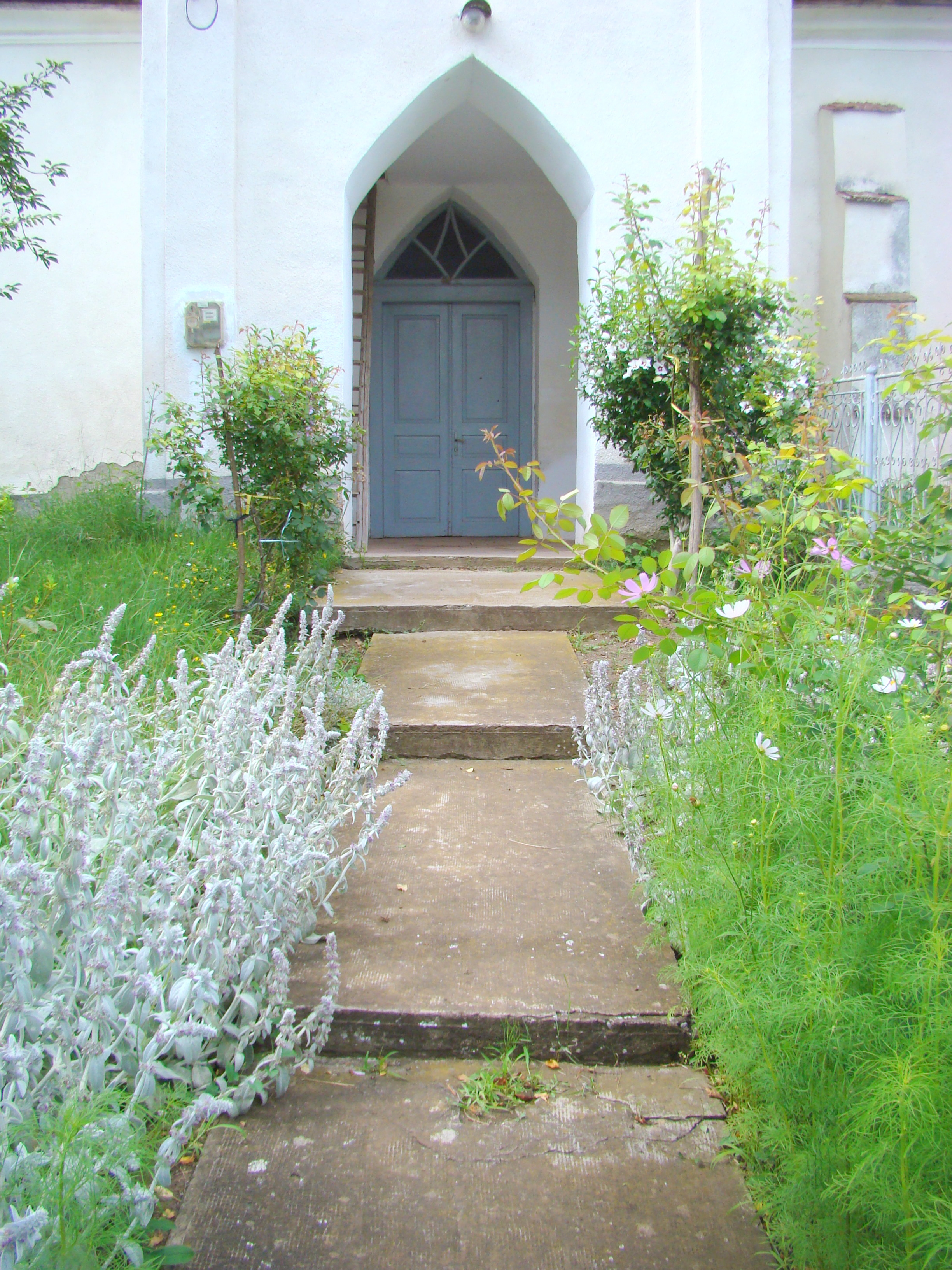
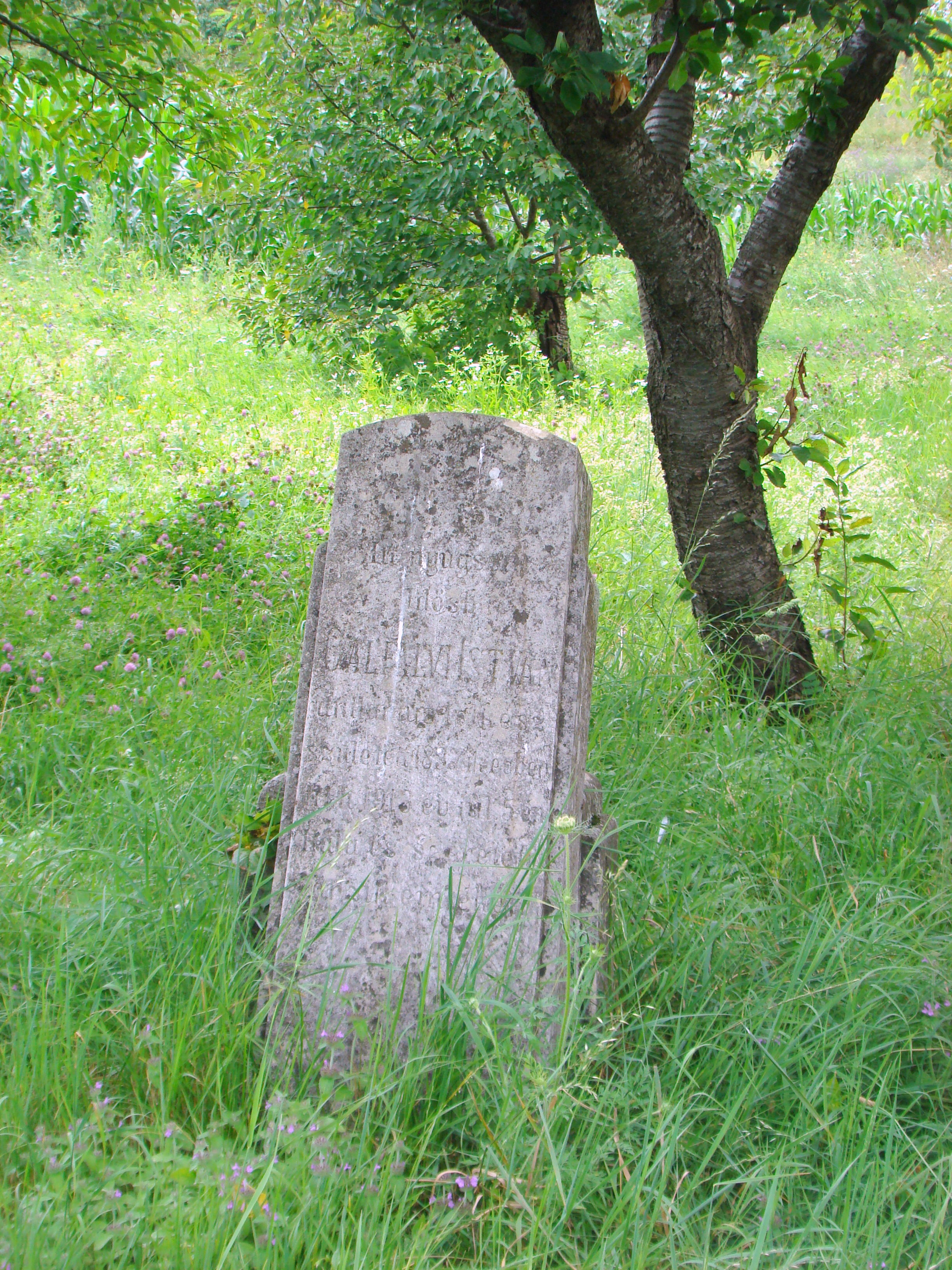
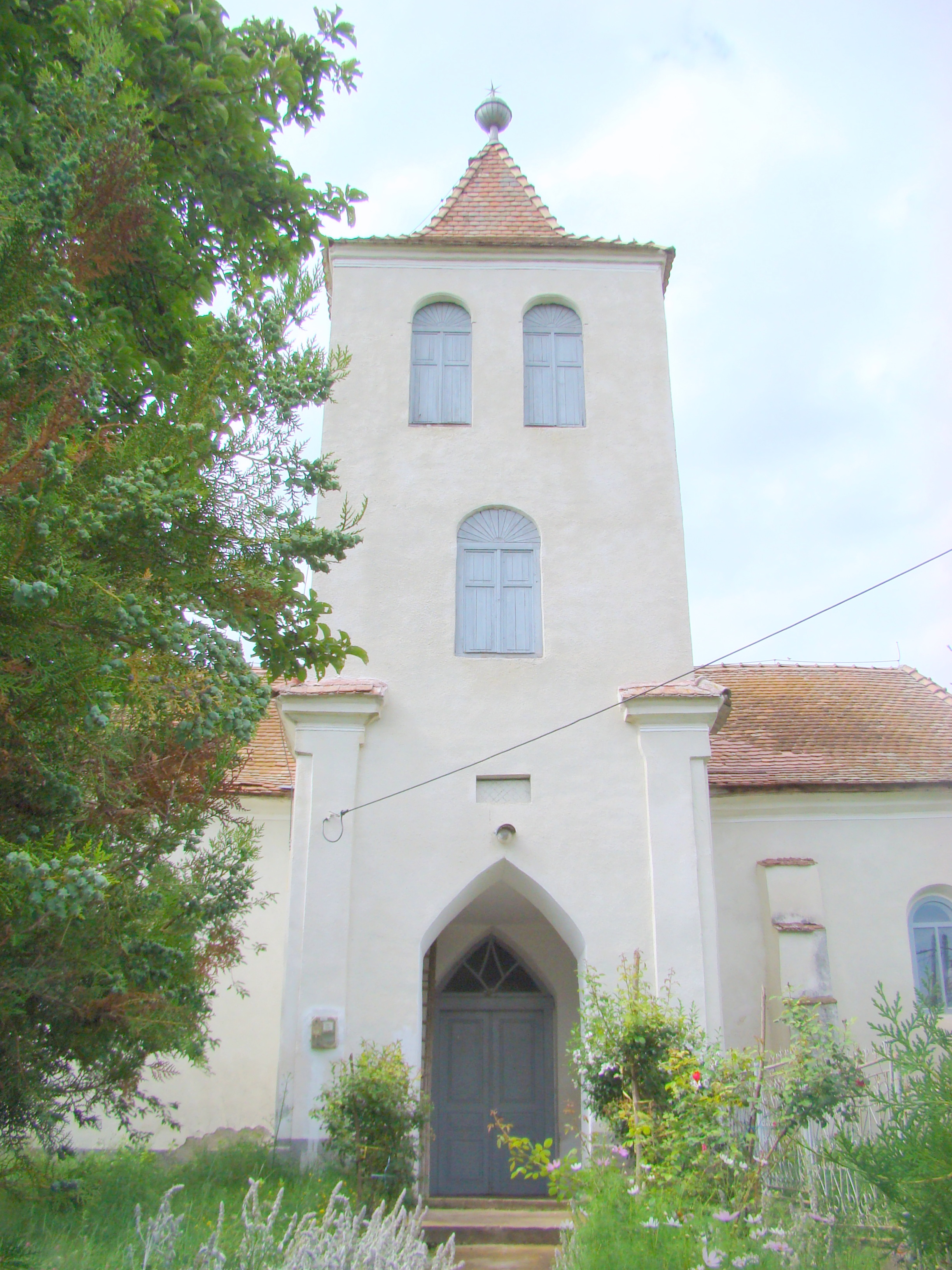
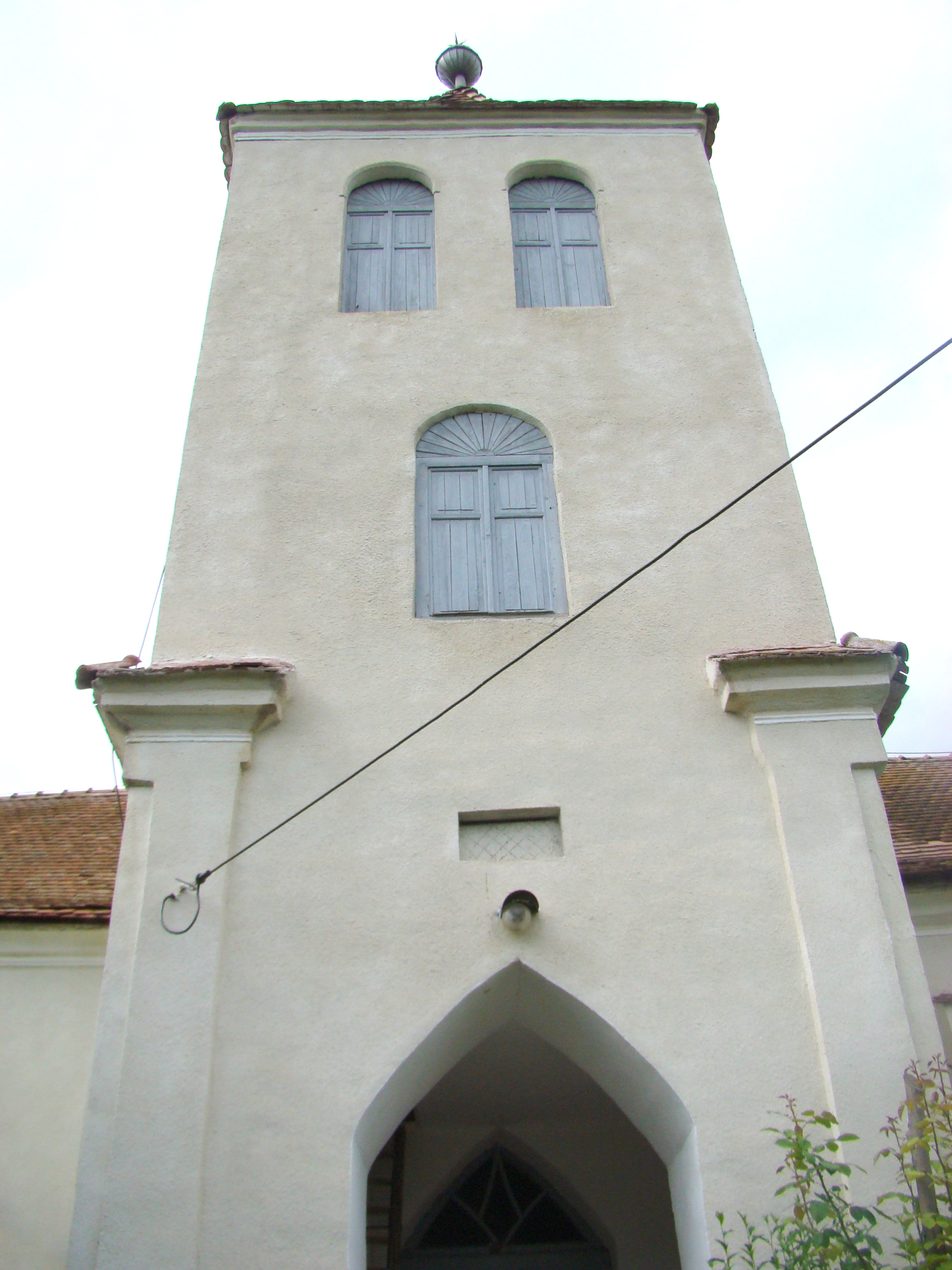
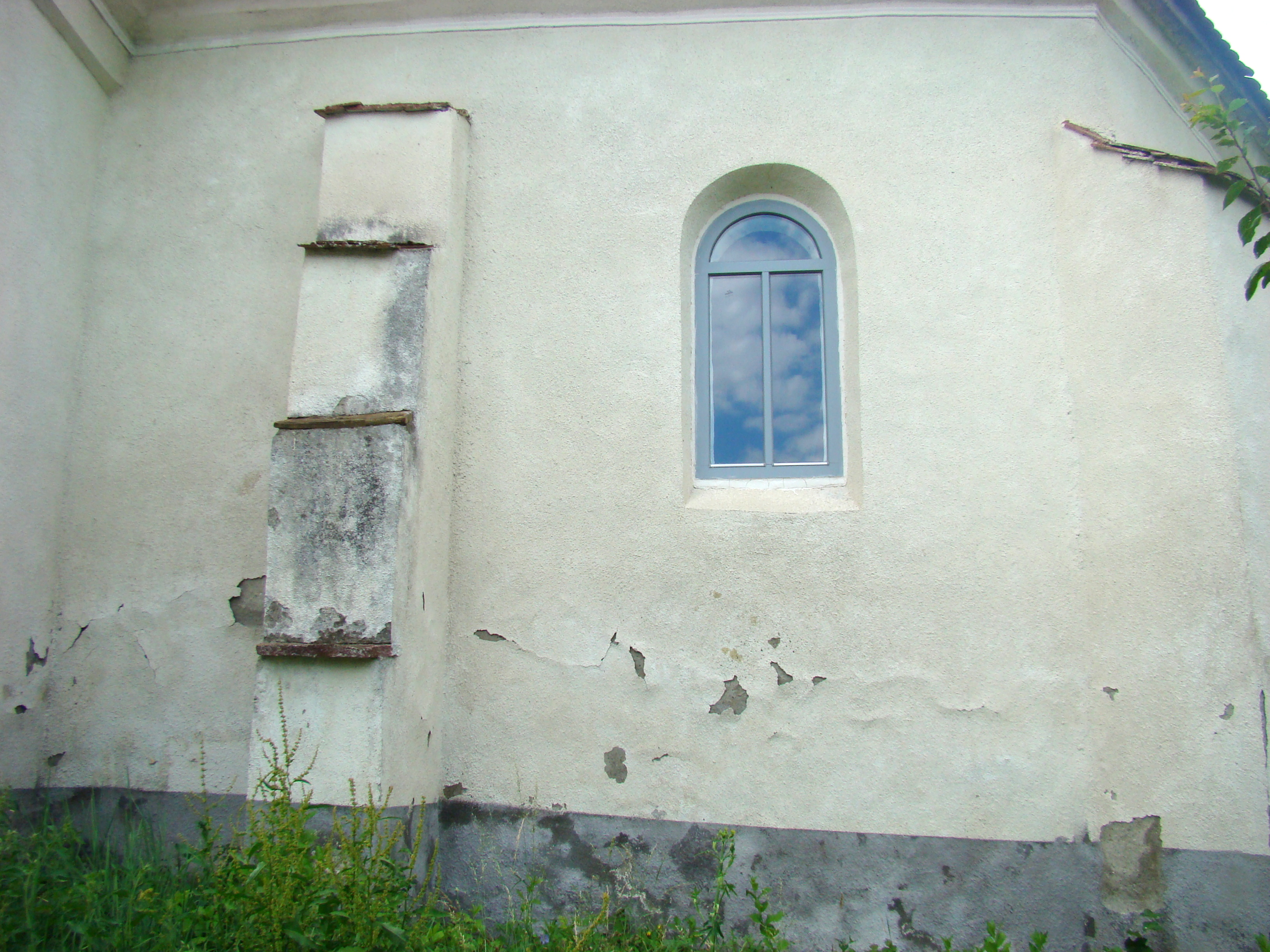
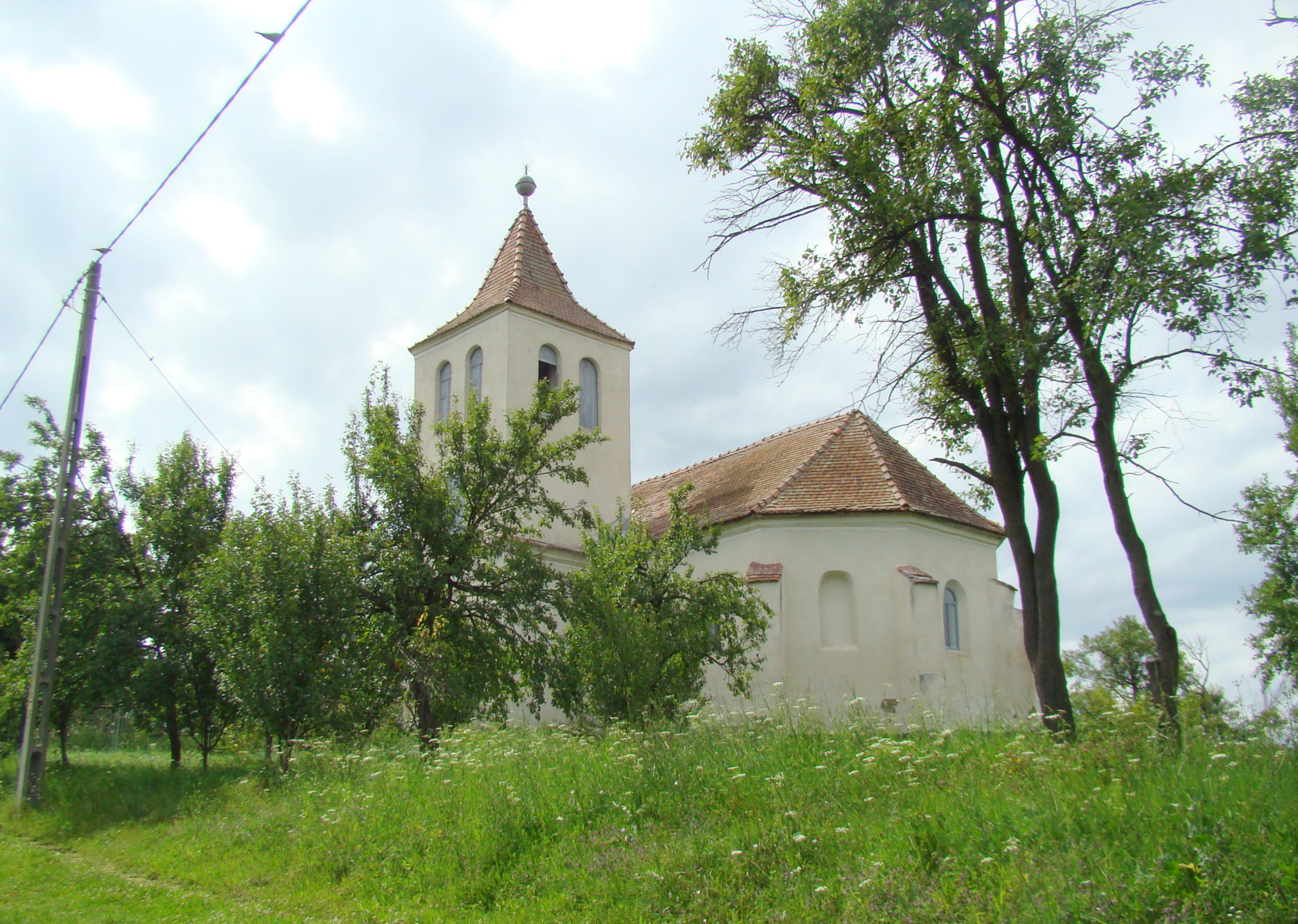
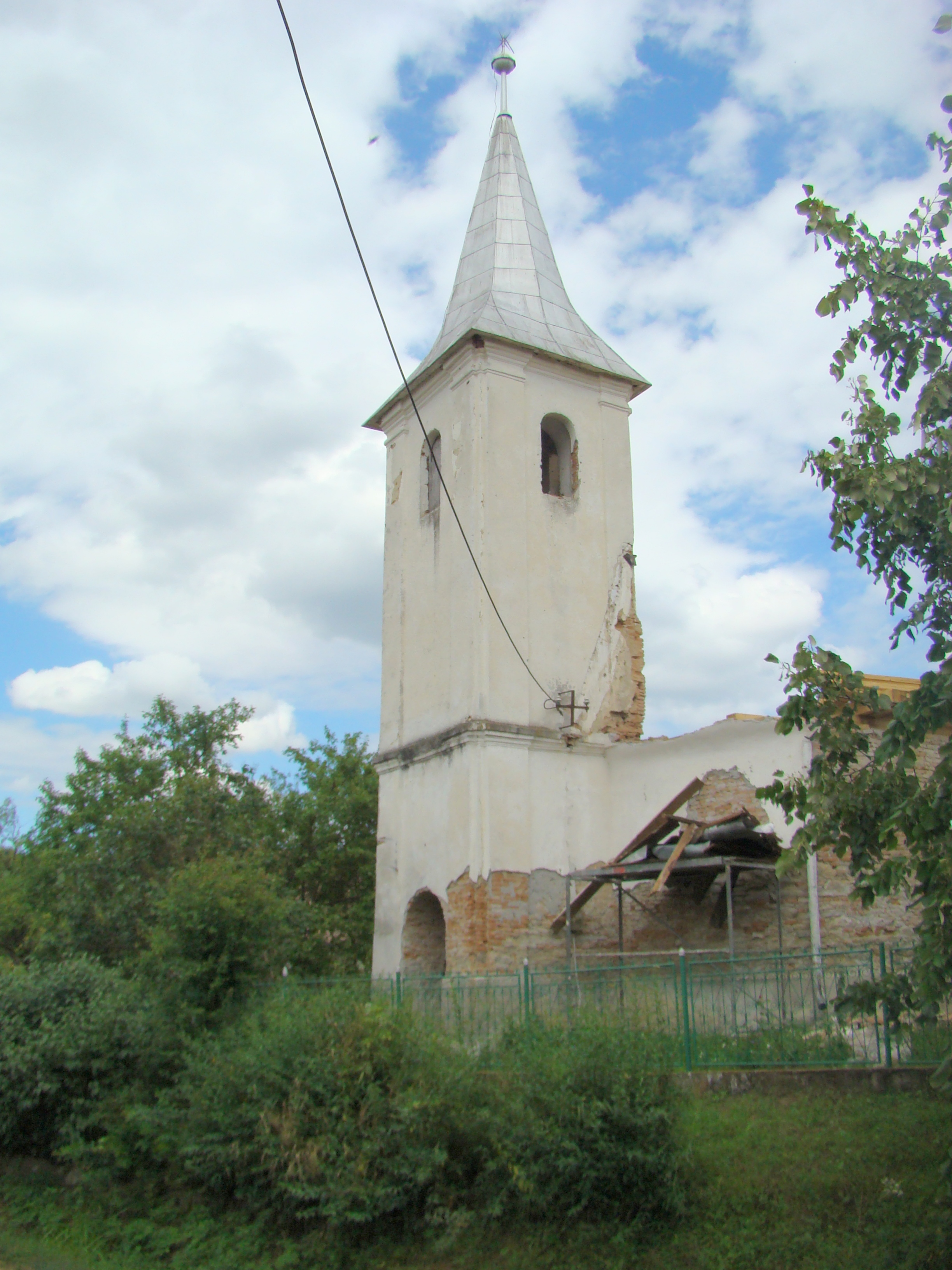
Biserica reformată
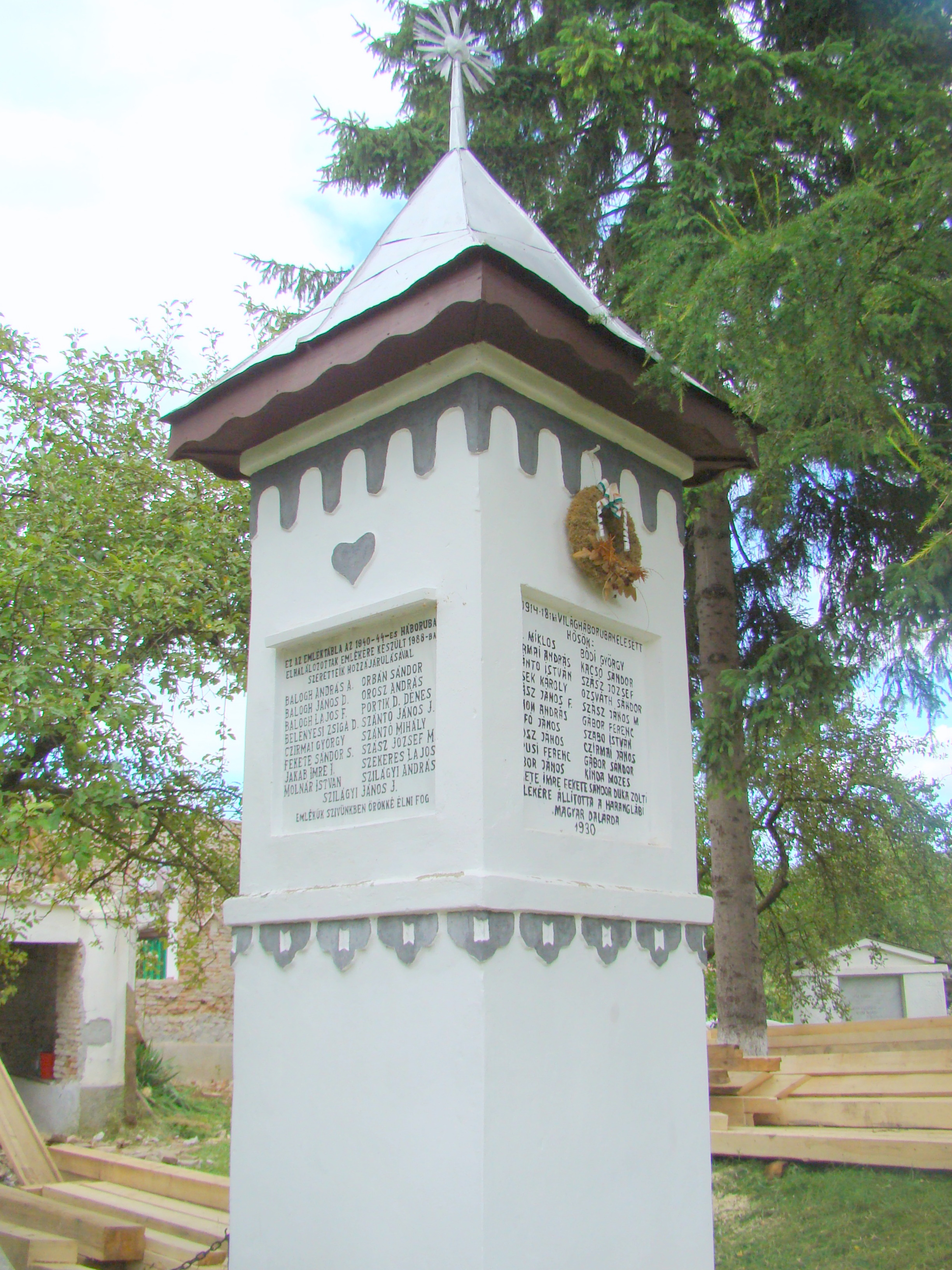